# 小中野駅
小中野駅（こなかのえき）は、青森県八戸市小中野4丁目にある、東日本旅客鉄道（JR東日本）八戸線の駅。

## 歴史
- 1934年（昭和9年）6月1日：開業[2]。
- 1987年（昭和62年）4月1日：国鉄分割民営化により、JR東日本の駅となる[2]。
- 2005年（平成17年）12月10日：本八戸駅からの駅員派遣廃止により無人化。
- 2006年（平成18年）2月23日：簡易自動券売機を設置。
- 2015年（平成27年）12月1日：本八戸駅の業務委託化による駅長・助役配置廃止に伴い、八戸駅長管理下となる。
- 2024年（令和6年）10月1日：えきねっとQチケのサービスを開始[1][3]。

## 駅構造
単式ホーム1面1線を持つ高架駅である。かつては本八戸駅から駅員が派遣されていたが、現在は八戸駅管理の無人駅である。自動券売機のみが設置され、便所や駅事務室は撤去された。待合所はホーム上にある。また、自動券売機は駅目の前にある。

## 利用状況
JR東日本によると、2000年度（平成12年度）- 2004年度（平成16年度）の1日平均乗車人員の推移は下記のとおりである。
| 乗車人員推移       | 乗車人員推移     | 乗車人員推移 |
| 年度               | 1日平均 乗車人員 | 出典         |
| ------------------ | ---------------- | ------------ |
| 2000年（平成12年） | 326              | [ 4 ]        |
| 2001年（平成13年） | 325              | [ 5 ]        |
| 2002年（平成14年） | 335              | [ 6 ]        |
| 2003年（平成15年） | 305              | [ 7 ]        |
| 2004年（平成16年） | 292              | [ 8 ]        |

## 駅周辺
- 八戸市営バス・南部バス（岩手県北自動車南部支社）「大町1丁目（おおまちいっちょうめ）」停留所 - かつては「小中野駅前（こなかのえきまえ）」停留所も小中野バスセンター方面（片道路線）にあった。
- 青森みちのく銀行小中野支店
- 青い森信用金庫湊支店小中野出張所（ATMのみ、元・八戸信金小中野支店跡）
- 青森県信用組合八戸支店
- 八戸大町郵便局
- ラピア
- ユニバース小中野店
- 八戸市立柏崎小学校

## 隣の駅
東日本旅客鉄道（JR東日本）
■八戸線
本八戸駅 - 小中野駅 - 陸奥湊駅